# Bâtiment situé 16 rue Orlovića Pavla à Niš
Le bâtiment situé 16 rue Orlovića Pavla à Niš (en serbe cyrillique : Зграда у Ул. Орловића Павла 16 у Нишу ; en serbe latin : Zgrada u Ul. Orlovića Pavla 16 u Nišu) se trouve à Niš, dans la municipalité de Medijana et dans le district de Nišava, en Serbie. Elle est inscrite sur la liste des monuments culturels protégés de la république de Serbie (identifiant no SK 870).